# 何从义
何从义，元朝延安洛川（今陕西省洛川县）人。
何从义祖父何良、祖母李氏都去世了，何从义在墓侧结庐，早晚哀慕，不脱绖带，不吃菜果，只吃疏食而已。事奉父亲何世荣、母亲王氏，孝养倍至。伯祖何温、伯祖母郝氏，叔祖何恭、叔祖母贺氏，叔祖何让、叔祖母姜氏，叔父何珍、叔母光氏，都无子。等到他们死的时候，何从义都为他们治葬，筑高坟，祭奠以礼，时人以他为义。